# تامهاوک (ویسکانسین)
تامهاوک، ویسکانسین  (به انگلیسی: Tomahawk) شهری در شهرستان لینکولن ایالت ویسکانسین است که در سال ۱۸۹۱ بنیان‌گذاری شده‌است. این شهر طبق سرشماری سال ۲۰۱۰ میلادی ۳٬۳۹۷ نفر جمعیت داشته‌است.

## نگارخانه

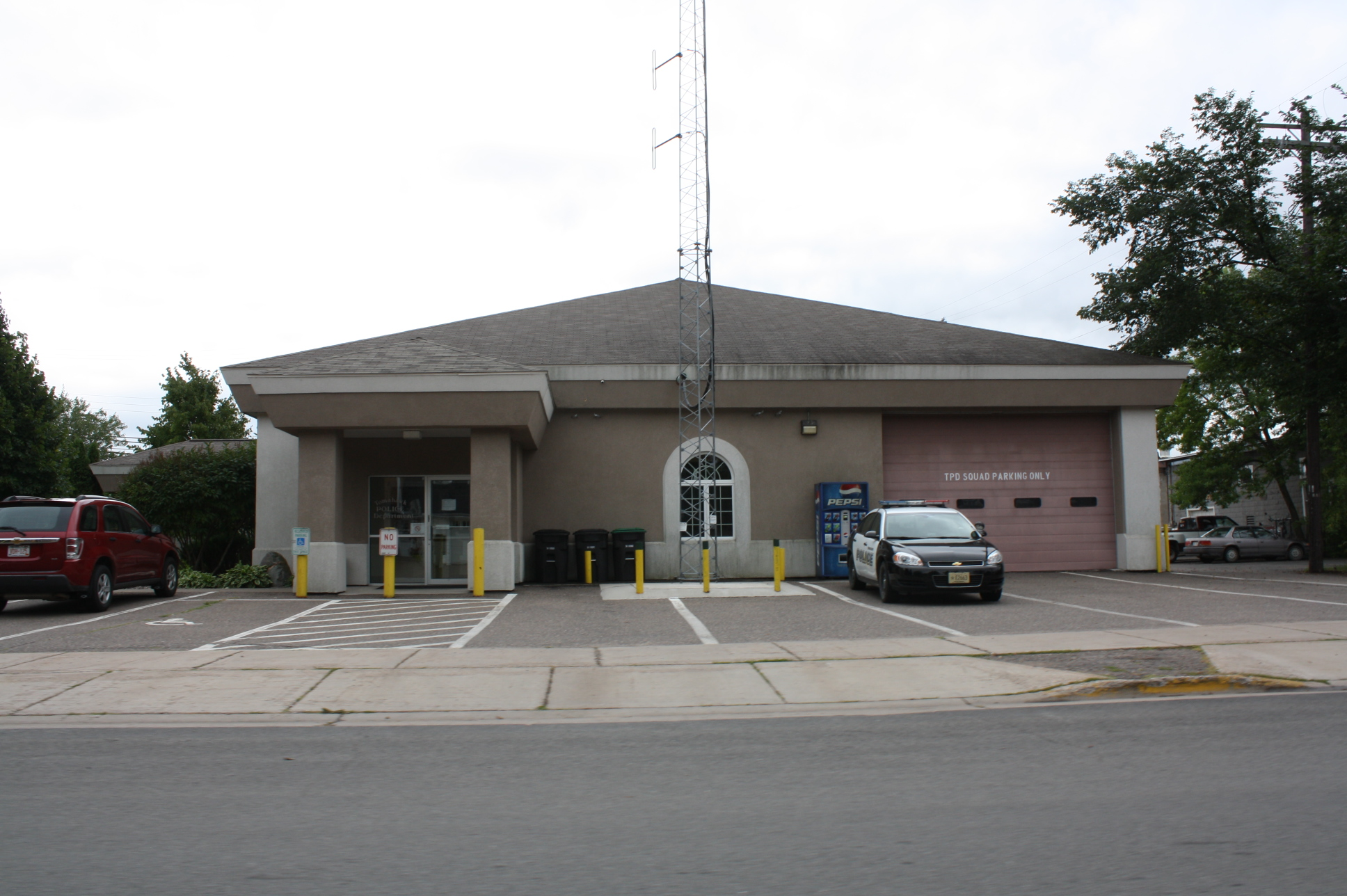
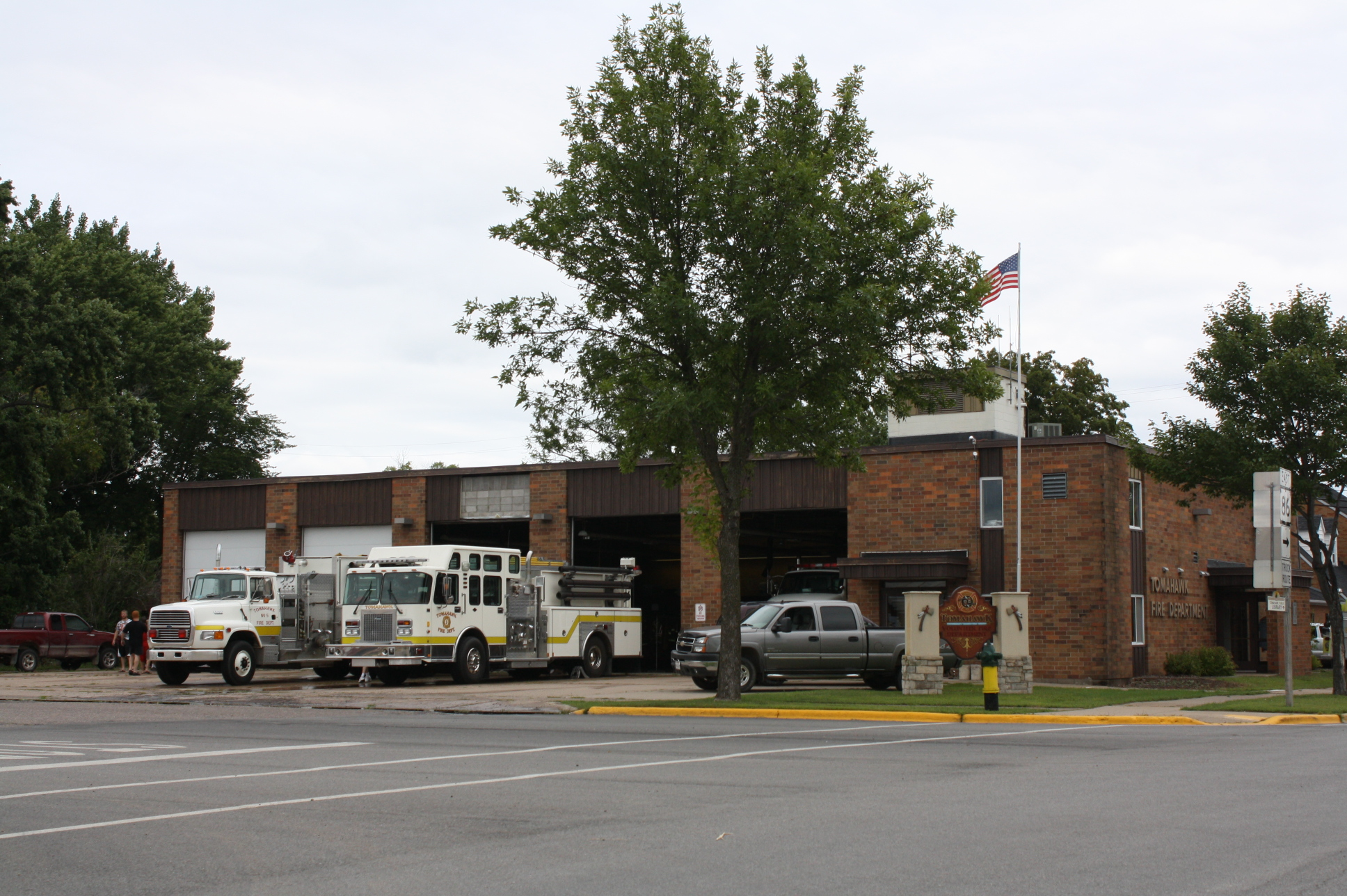
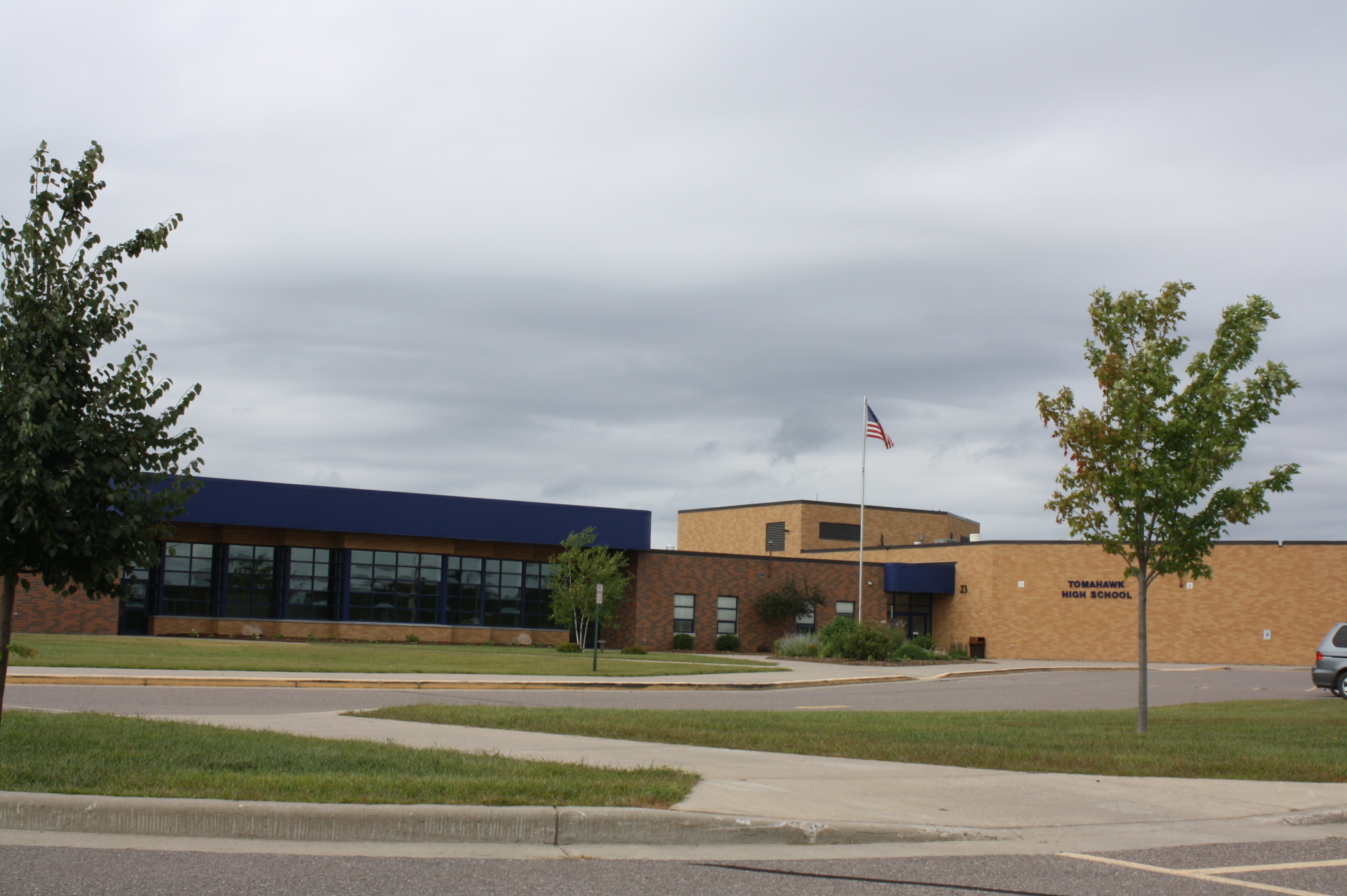
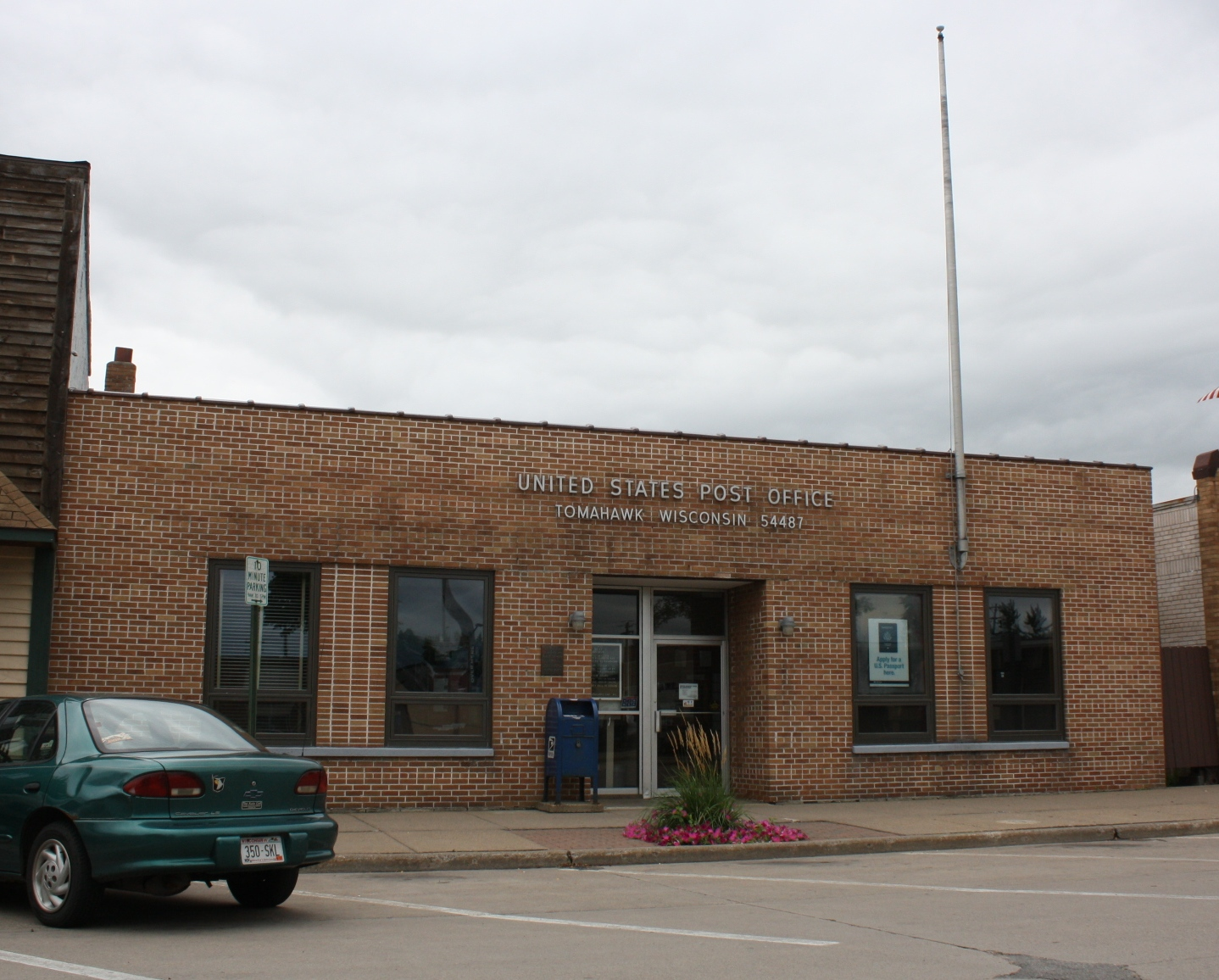
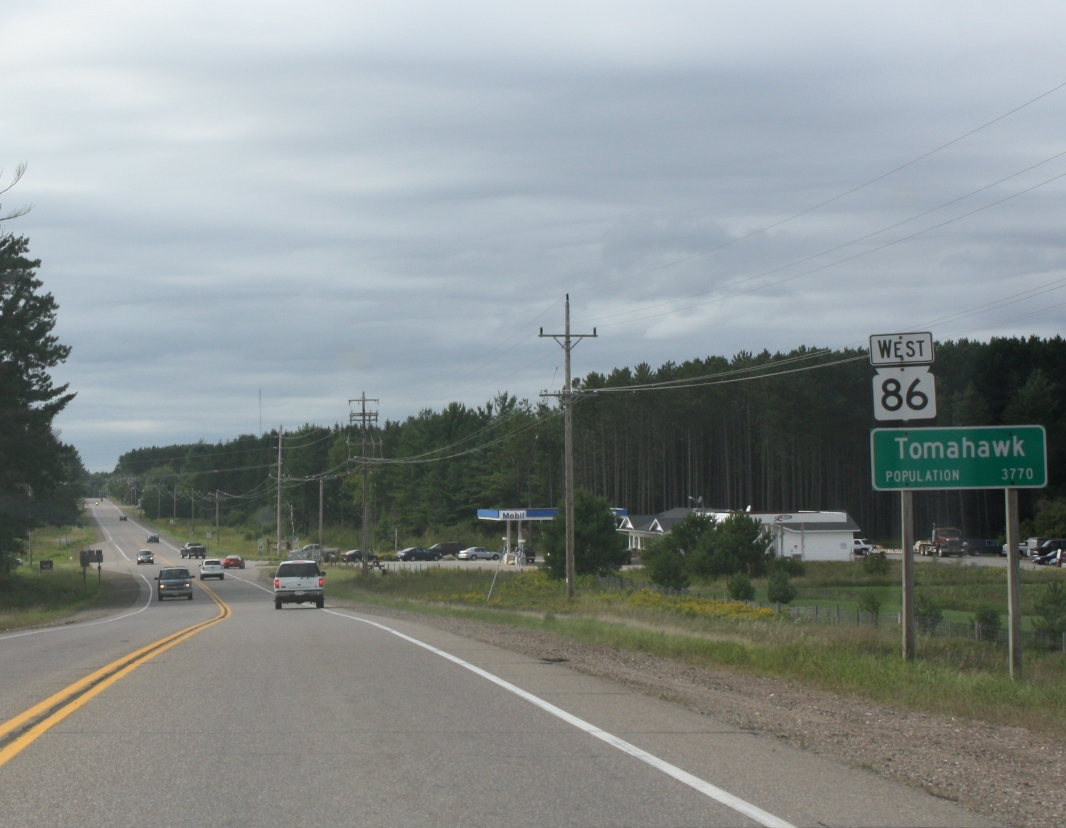
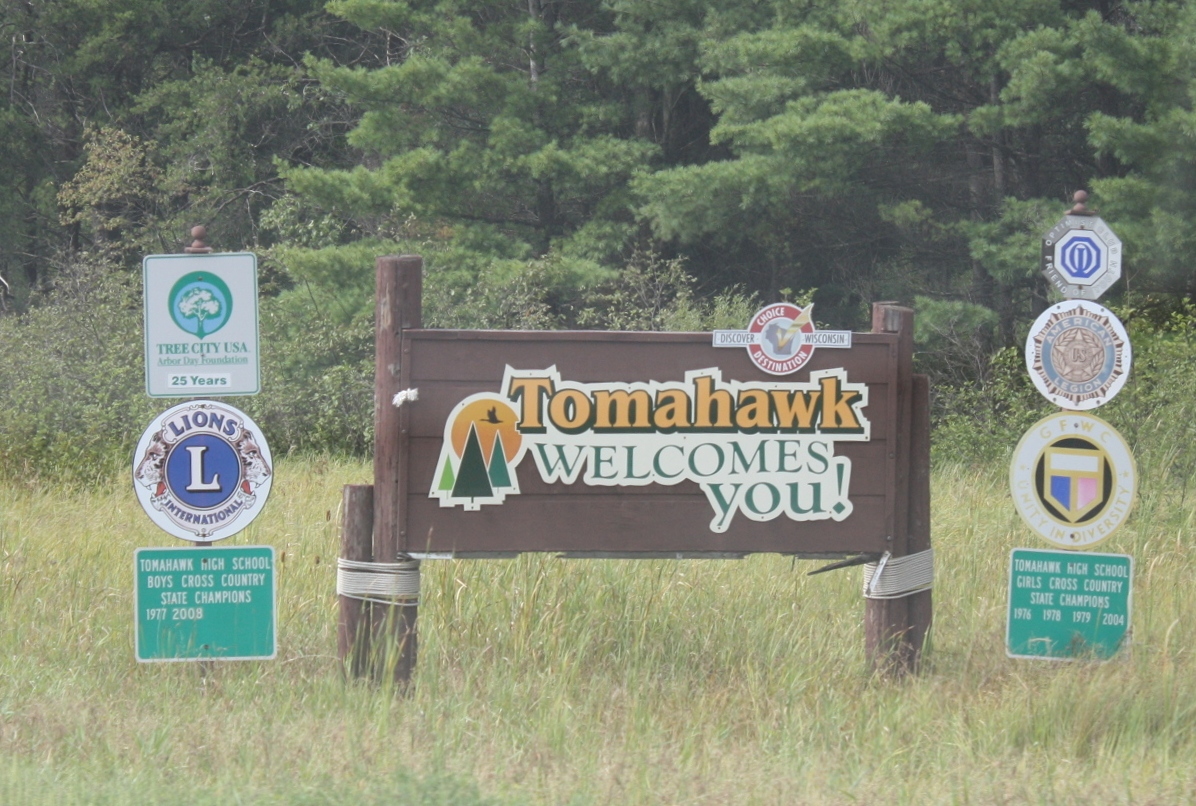
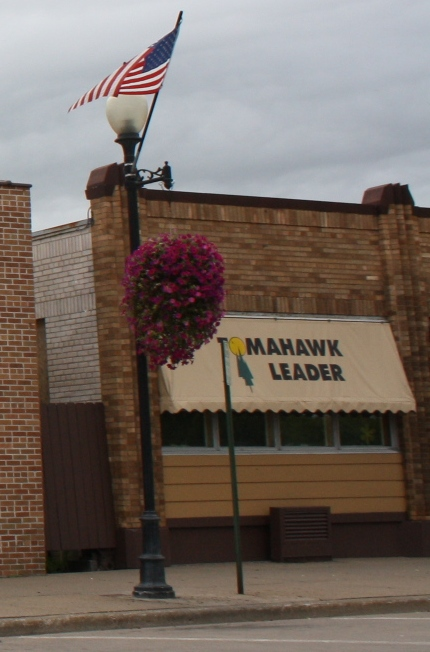
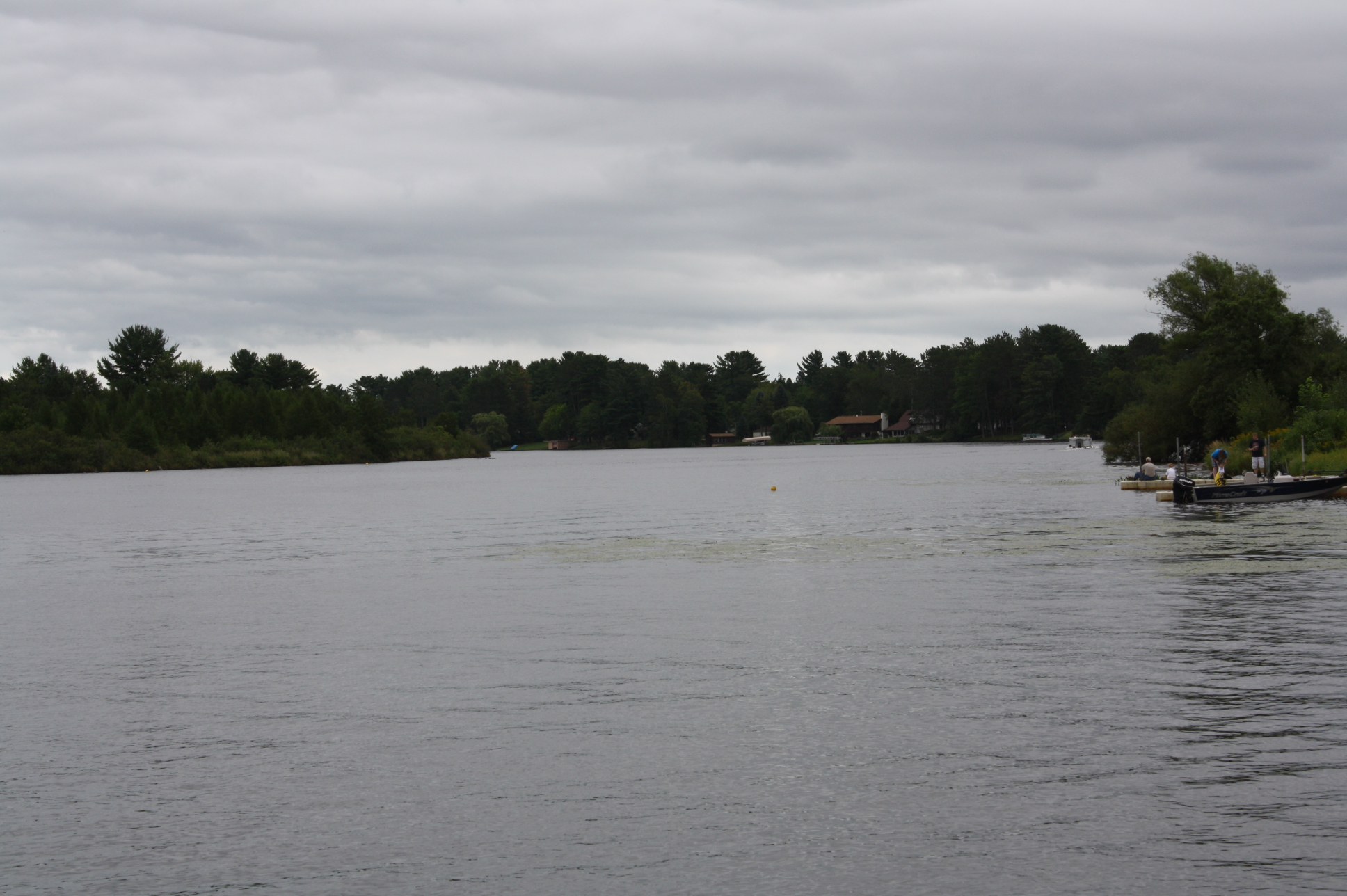
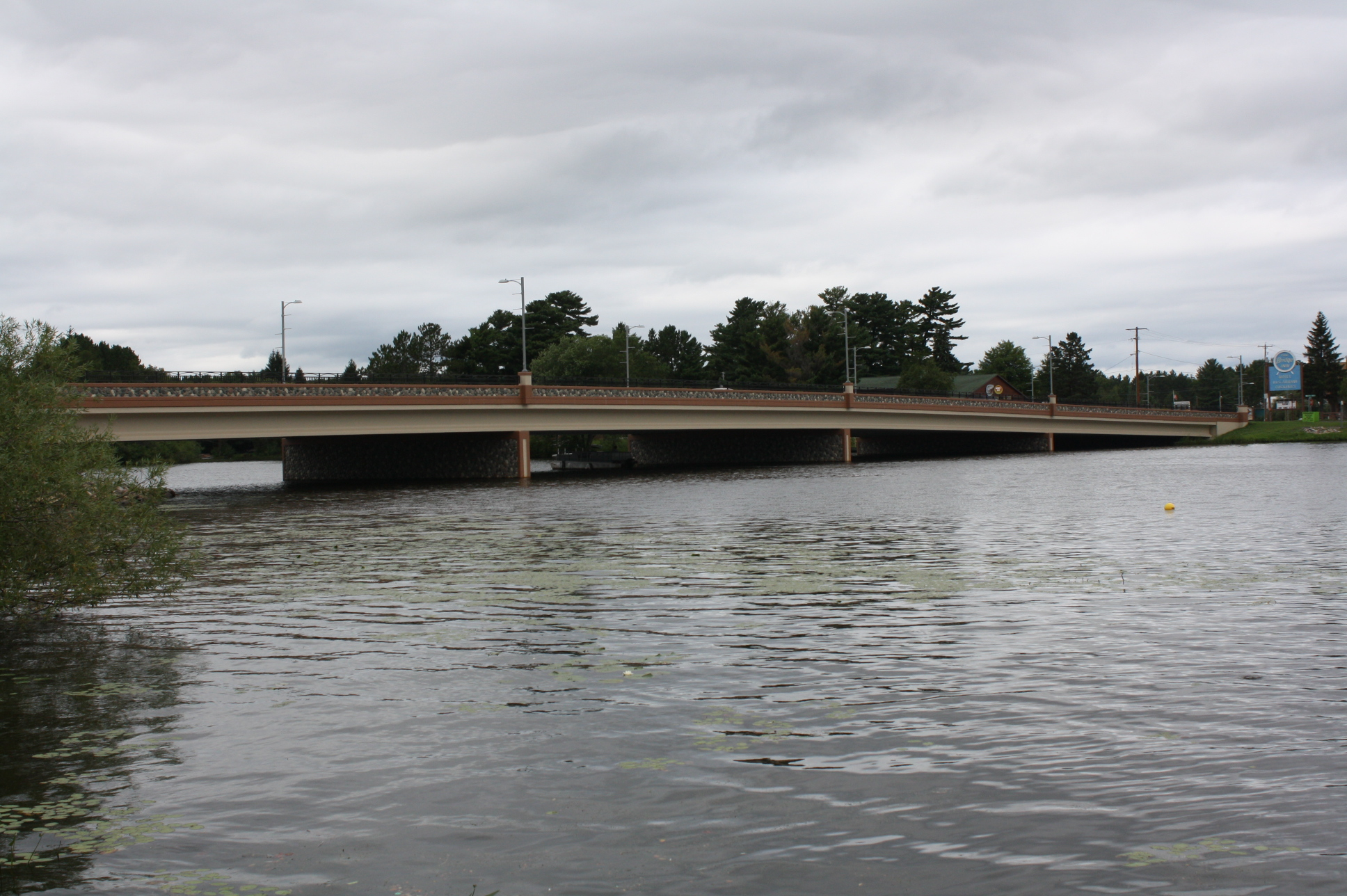